# Boris Alekseevič Kurakin
Principe Boris Alekseevič Kurakin, in russo Борис Алексеевич Куракин? (13 settembre 1784 – Charkiv, 2 ottobre 1850), è stato un diplomatico russo.

## Biografia
Era il primogenito di Aleksej Borisovič Kurakin (1759-1829), e di sua moglie, Natal'ja Ivanovna Golovina (1766-1831). Era il figlioccio di Caterina II.

## Carriera
Nel 1799, all'età di 15 anni, venne iscritto come cadetto nel Ministero degli affari esteri. A 20 anni, gli venne concesso la carica di ciambellano.
Nel 1810 fu inviato dal padre, che era ambasciatore a Parigi, per porgere i complimenti a Napoleone in occasione del suo matrimonio con Maria Luisa. Al suo ritorno in Russia servì nel Ministero delle finanze.
Il 13 gennaio 1822 venne nominato senatore, assegnandogli il rango di consigliere segreto. Nel 1833 si ritirò.

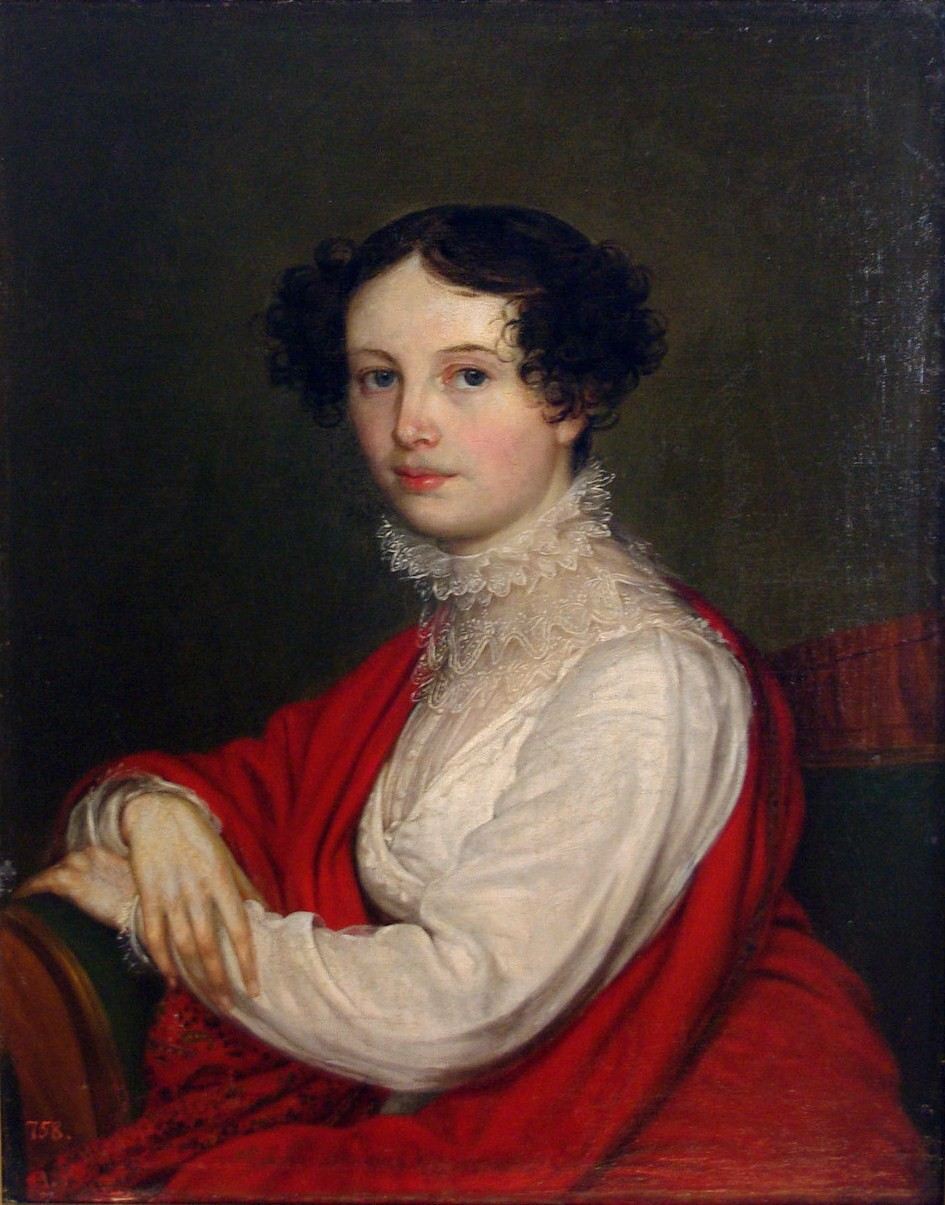
Ritratto di Elizaveta Borisovna Golicyna, di Aleksandr Grigor'evič Varnek, 1810.

## Matrimonio
Nel 1808 a Vienna sposò la principessa Elizaveta Borisovna Golicyna (1790-1871), figlia di Boris Andreevič Golicyn. Ebbero tre figli:
- Aleksej Borisovič (4 maggio 1809-20 dicembre 1872), sposò Julija Fëdorovna Golicyna, nipote di Sergej Fëdorovič Golicyn;
- Tat'jana Borisovna (1810-24 febbraio 1857);
- Aleksandr Borisovič (1813-1870).

## Morte
Morì il 2 ottobre 1850 a Charkiv.